# Sonnenschein (Remscheid)
Sonnenschein ist eine Hofschaft in Remscheid in Nordrhein-Westfalen (Deutschland).

## Lage und Verkehrsanbindung
Sonnenschein liegt im südöstlichen Remscheid im statistischen Stadtteil Bergisch Born Ost des Stadtbezirks Lennep im Dörpetal an der Grenze zu Hückeswagen. Nachbarorte sind auf Remscheider Gebiet Bornbach, Siepen und Dörpe und Niederdorp, Winterhagen, Niederwinterhagen und Dörpersteeg auf Hückeswagener Stadtgebiet. Die Hofschaft, die aus einem Bauernhof besteht,  ist über einen Stichweg von der Bundesstraße 237 zwischen Hückeswagen und Remscheid-Bergisch Born zu erreichen, der bei Dörpe abzweigt. Dieser Weg ist zugleich der Wanderweg (R), der von Dörpe westlich am Hof Sonnenschein vorbei nach Bornefeld führt. Die Trasse der stillgelegten Bahnstrecke zwischen Bergisch Born und Marienheide (Kursbuchstrecke KBS 412) führt an der Hofschaft vorbei. Sie ist heute ein beliebter Fahrradweg zwischen Hückeswagen und Bergisch Born und weiter nach Lennep (Remscheid) bzw. Wermelskirchen.

## Geschichte
Die Karte Topographia Ducatus Montani von 1715 zeigt einen einzelnen Hof und bezeichnet diesen mit Sonnenschein.
Im 18. Jahrhundert gehörte der Ort zum bergischen Amt Hückeswagen. 1815/16 lebten zehn Einwohner im Ort. 1832 gehörte Sonnenschein der Großen Honschaft an, die ein Teil der Hückeswagener Außenbürgerschaft innerhalb der Bürgermeisterei Hückeswagen war. Der laut der Statistik und Topographie des Regierungsbezirks Düsseldorf als Weiler kategorisierte Ort besaß zu dieser Zeit zwei Wohnhäuser und vier landwirtschaftliche Gebäude. Zu dieser Zeit lebten 41 Einwohner im Ort, zwei katholischen und 39 evangelischen Glaubens.
Im Gemeindelexikon für die Provinz Rheinland werden für 1885 zwei Wohnhäuser mit 13 Einwohnern angegeben. Der Ort gehörte zu dieser Zeit zur Landgemeinde Neuhückeswagen innerhalb des Kreises Lennep. 1895 besitzt der Ort zwei Wohnhäuser mit neun Einwohnern, 1905 ein Wohnhaus und acht Einwohner.
Im Zuge der nordrhein-westfälischen Kommunalgebietsreform (§ 21 Düsseldorf-Gesetz) wurde am 1. Januar 1975 der östliche Bereich um Bergisch Born mit dem Hof Sonnenschein aus der Stadt Hückeswagen herausgelöst und in die Stadt Remscheid eingegliedert.